# Allucinosi alcolica
L'allucinosi alcolica è una complicanza dell'abuso di alcol nelle persone con problemi di uso di alcol. Può verificarsi durante un'intossicazione acuta o astinenza con la possibilità di avere delirium tremens. L'allucinosi alcolica è un disturbo psicotico piuttosto raro indotto dall'alcol che si osserva quasi esclusivamente nelle persone con disturbo da uso di alcol grave e ricorrente e che nel corso della loro vita hanno consumato alcol per molti anni consecutivamente e pesantemente. L'allucinosi alcolica si sviluppa circa 12-24 ore dopo che il consumo eccessivo di alcol si interrompe improvvisamente e può durare per giorni. Comprende allucinazioni uditive e visive, più comunemente voci accusatorie o minacciose. Il rischio di sviluppare allucinosi alcolica è aumentato dall'abuso di alcol pesante a lungo termine e dall'uso di altri farmaci. Le descrizioni della condizione risalgono almeno al 1907.

## Eziologia
La causa dell'allucinosi alcolica non è chiara. Sembra essere fortemente correlata alla presenza di dopamina nel sistema limbico con la possibilità di altri sistemi.

## Clinica

### Segni e sintomi
Ci sono molti sintomi che potrebbero verificarsi prima che inizino le allucinazioni. I sintomi includono mal di testa, vertigini, irritabilità, insonnia e indisposizione. Tipicamente, l'allucinosi alcolica ha inizio improvvisamente.

#### Allucinosi alcolica odelirium tremens
Sia l'allucinosi alcolica che i delirium tremens sono stati pensati come manifestazioni diverse dello stesso processo fisiologico che avviene nel corpo durante l'astinenza da alcol. L'allucinosi alcolica è una diagnosi molto meno grave del delirium tremens. Il delirium tremens (DTS) non compare all'improvviso, a differenza dell'allucinosi alcolica. I DTS impiegano anche circa 48-72 ore ad apparire dopo la fine del consumo eccessivo. Un tremore si sviluppa nelle mani e può anche interessare la testa e il corpo. Un sintomo comune del delirium tremens è che le persone diventano gravemente scoordinate. L'allucinosi alcolica ha una prognosi molto migliore rispetto ai DTS. I delirium tremens non trattati possono essere fatali.

## Trattamento
In generale, i consumatori di alcol con sintomi di astinenza, come l'allucinosi alcolica, hanno una carenza di diverse vitamine e minerali e il loro corpo potrebbe far fronte all'astinenza più facilmente assumendo integratori alimentari. L'abuso di alcol può creare una carenza di tiamina, magnesio, zinco, acido folico e fosfato, oltre a causare un basso livello di zucchero nel sangue. Tuttavia, diversi farmaci testati hanno dimostrato la scomparsa delle allucinazioni. I neurolettici e le benzodiazepine ne hanno mostrato la normalizzazione. Tra le benzodiazepine più comuni ci sono il clordiazepossido e il lorazepam. È stato dimostrato che la gestione è risultata efficace attraverso l'utilizzo di neurolettici. È anche possibile trattare l'astinenza prima che i sintomi principali inizino a manifestarsi nel corpo. Il diazepam e il clordiazepossido si sono dimostrati efficaci nel trattamento dei sintomi di astinenza da alcol come l'allucinosi alcolica. Con l'aiuto di questi farmaci specifici, il processo di astinenza è più facile da affrontare, riducendo le probabilità che si verifichi un'allucinosi alcolica.